# Антидикомариамиты

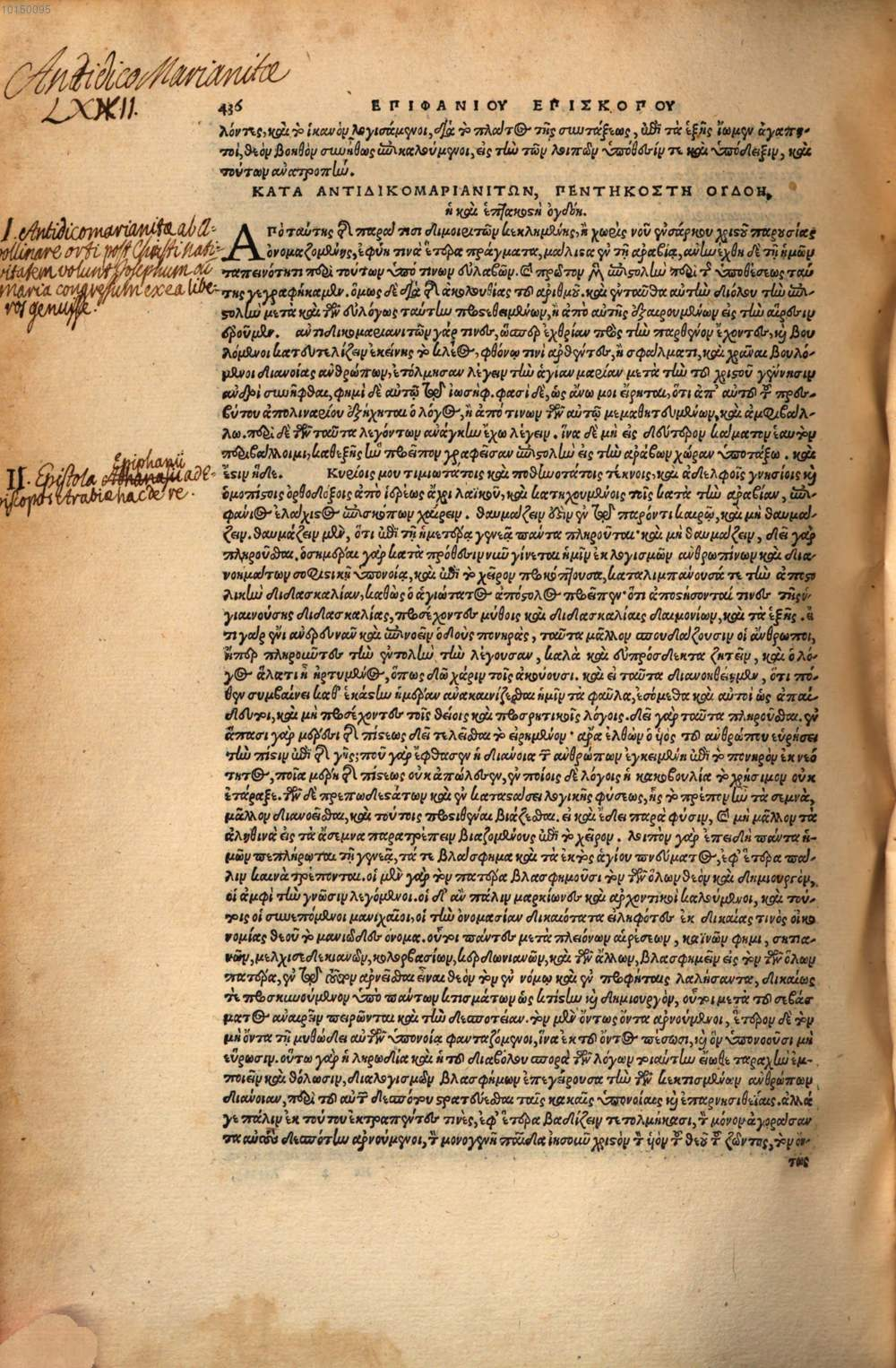
Епифаний Кипрский. Панарион. Издание 1544 года. Против Антидикомарианитов. Пятьдесят осмая, а по общему порядку семдесят осмая ересь

Антидикомариами́ты (др.-греч. Ἀντιδικομαριαμῖται — буквально: «обвинители Марии» от др.-греч. ἀντί-δῐκος — «обвинитель, противник» + др.-греч. Μαρία — «Мария»; др.-рус. соупостатомарииници) —  последователи учения, согласно которому Дева Мария рожала детей от Иосифа.
Епифаний Кипрский в «Панарионе» пишет о христианской общине, которая появилась в Аравии к концу IV века, именно по отношению  к ним Епифаний употребил термин «антидикомариамиты».

## История возникновения учения
Уже во время жизни Тертуллиана, к концу II века никаких биографических сведений о Деве Марии, кроме четырёх канонических Евангелий и книги Деяний Апостолов, не сохранилось. Сведения о Марии и о семье Иисуса Христа в книгах Нового Завета очень скудные, в них ничего не сказано о том, рожала ли Мария ещё детей от Иосифа и были ли по своей матери Марии братья и сёстры у Иисуса. Но сказано во многих местах о братьях и сёстрах Иисуса; а в Мф. 1:25 говорится о том, что Иосиф Обручник «не знал Её [Мария]. Как наконец Она родила Сына Своего первенца, и он нарек Ему имя: Иисус».
Данные места позволили многим авторам сделать выводы о том, что  Иосиф Обручник  познал Марию как женщину и Мария после рождения своего первенца — Иисуса, родила от Иосифа  Иисусовых братьев и сестёр.
Это мнение высказывали Викторин Петавский, эбиониты, Евдоксий Германикийский, Евномий Кизический, Иовиниан, Боноз Сардикийский, Гельвидий. Последний написал богословское сочинение, где отстаивал данное мнение.
Община антидикомариамитов в Аравии приняла это учение. В дальнейшем оно было признано на церковных соборах еретическим и предано анафеме, и было утверждено догматическое учение о приснодевстве Марии.
Если термин «антидикомариамиты» Епифаний употребил непосредственно к аравийской общине, то последующие авторы: Аврелий Августин в книге лат. «De Haeresibus ad Quodvultdeum Liber Unus» («Ереси, попущением Бога, в одной книге»), Исидор Севильский в труде лат. «Etymologiae» («Этимологии») и Иоанн Дамаскин в сочинении греч. «Περὶ αἱρέσεων ἐν συντομίᾳ ἑκατόν, ὅθεν ἤρξαντο καὶ πόθεν γέγονασιν» («О ста ересях вкратце») об Аравии не упоминают; а в дальнейшем последующие писатели термин «антидикомариамиты» распространили на всех, отрицающих приснодевство Богородицы. Наряду с термином Антидикомариами́ты в русском языке используются синонимы  — Антимариане,  или крайне редко — Антикомариане.